# Ocells parlants
Els ocells parlants són ocells capaços d'imitar la parla humana. Els ocells parlants tenen diferents graus d’intel·ligència i capacitats de comunicació: alguns, com el corb, un ocell altament intel·ligent, només pot imitar unes quantes paraules i frases, mentre que alguns periquitos tenen un vocabulari de gairebé dues mil paraules. Les espècies del gènere Gracula són uns animals domèstics força coneguts per les seves habilitats de parla, així com el seu parent, l'estornell vulgar qui també és un eficient imitador.

## Alguns ocells famosos

### Periquitos
El 1995 un periquito anomenat Puck va ser acreditat pel Llibre Guinness dels rècords com l'ocell amb el vocabulari més extens, amb 1.728 paraules.

### Lloros grisos

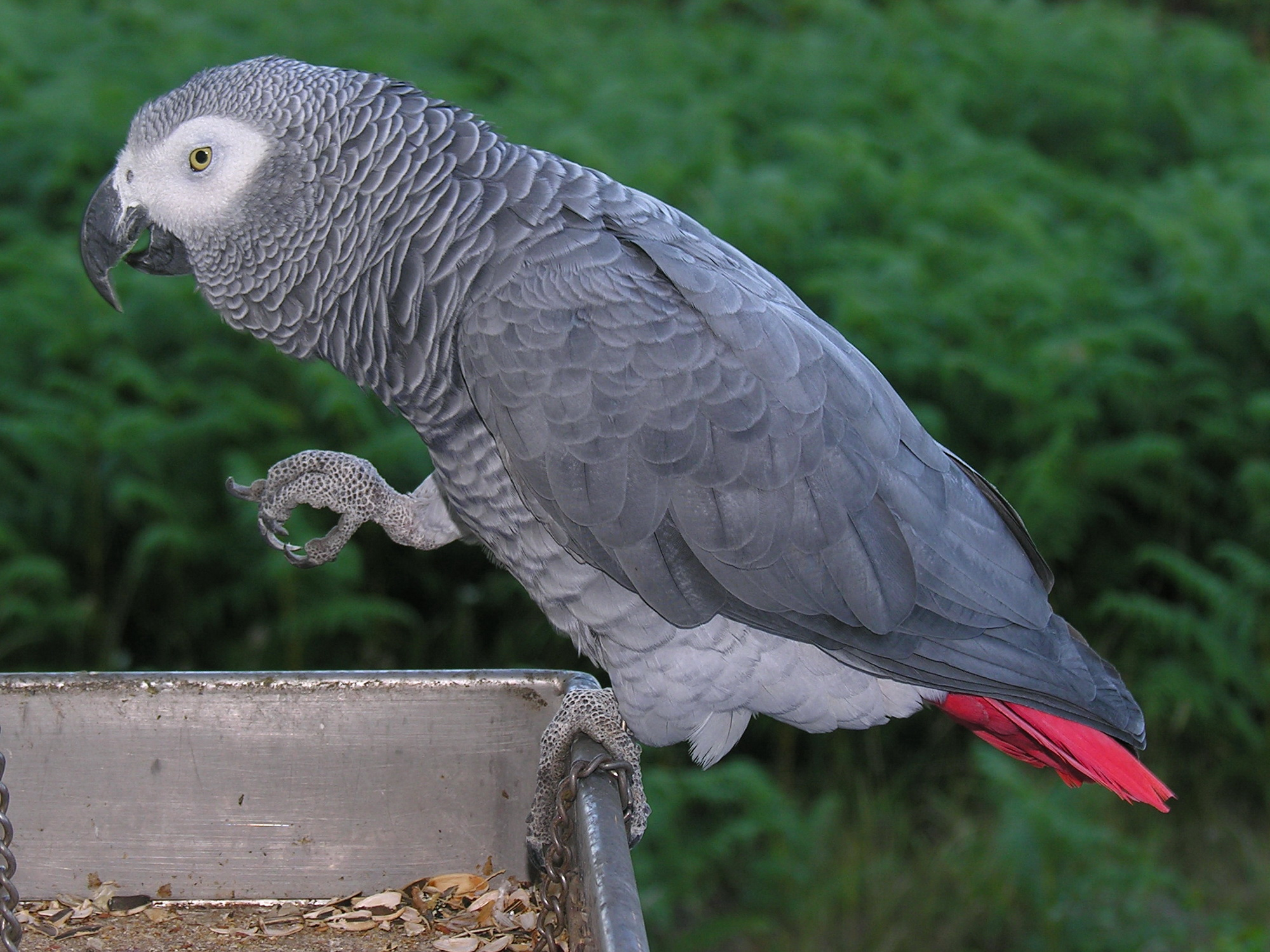
Lloro gris (Psittacus erithacus)

Els lloros grisos són particularment coneguts per les seves habilitats cognitives. Alguns dels lloros grisos més famosos són Alex, Prudle, N'kisi, i Einstein, com a exemple recent. La majoria de les espècies de lloro són capaces d'imitar paraules humanes. Moltes poden usar frases dins d'un context. La cotorreta de pit gris (Myiopsitta monachus) és famosa per les seves habilitats de parla. Hi ha exemplars, però, que només emeten xiscles forts i molt aguts.

#### Alex
Alex tenia un vocabulari de 100 paraules, però es va convertir en un dels ocells més famosos gràcies a les seves habilitats cognitives. El 2005, World Science va publicar que Alex entenia el concepte del nombre zero. Alex va morir el 6 de setembre de 2007.

#### Prudle
Prudle va mantenir el rècord Guinness de l'ocell amb el vocabulari més gran durant molts anys, amb un vocabulari de 800 paraules documentades.

#### N'kisi
N'kisi és conegut pel seu ús impressionant del vocabulari anglès i altres habilitats. El gener de 2004, es va documentar que tenia un vocabulari de 950 paraules i va mostrar signes de tenir sentit de l'humor. Es creu que N'kisi és un dels exemplars amb més vocabulari humà en el món animal.

#### Einstein
Einstein va aparèixer en molts programes de televisió i es va fer famós per la seva habilitat per imitar sons i la veu humana. En alguns vídeos es pot veure imitant el so d'un làser o un riure malèfic. Stephanie White entrena a aquest exemplar.